# Rachel Luzzatto Morpurgo

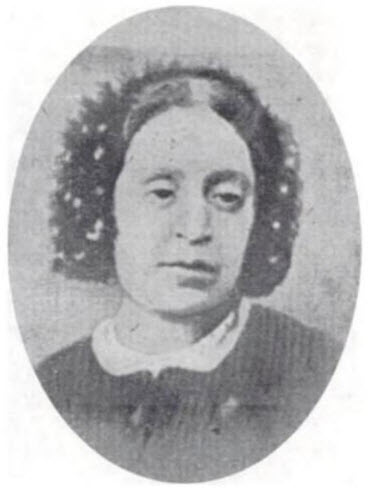
Rachel Luzzatto Morpurgo

Rachel Luzzatto Morpurgo; hebräisch רחל לוצאטו מורפורגו (geboren am 8. April 1790 in Triest; gestorben am 24. August 1871 ebenda) war eine jüdisch-italienische Dichterin und Hebraistin. Sie wird gemeinhin als erste Frau betrachtet, die in hebräischer Sprache Gedichte und liturgische Texte verfasste.

## Leben
Rachel Luzzatto Morpurgo wurde 1790 in Triest geboren, fünf Jahre nachdem die einstigen Mauern des Ghettos der Stadt abgerissen worden waren. Innerhalb ihrer Familie gab es eine Vielzahl von Dichtern und Kulturschaffenden, die sich mit der Erneuerung und Verbreitung der hebräischen Sprache befassten, so etwa ihr Cousin, der Dichter und Gelehrte der Haskala, Samuel David Luzzatto. Während ihrer Kindheit und Jugend erhielt sie von ihrer Familie und anderen Gelehrten Privatunterricht und wurde sowohl in die biblischen Texte als auch in die philosophischen Schriften der europäischen Aufklärung eingeführt. 
Im Jahr 1819 heiratete sie den jüdisch-österreichischen Kaufmann Jacob Morpurgo, den die Familie zuvor allerdings jeweils abgelehnt hatte. 
Wie für die anderen Kulturschaffenden ihrer Familie stellte es ihr Ziel dar, die hebräische Sprache nicht nur im italienischen Sprachbereich wieder vermehrt zu verbreiten, sondern zudem die Sprache als solche zu erneuern. In ihren Gedichten und liturgischen Texten nimmt sie immer wieder das Thema des Messianismus auf.
Sie starb im Jahr 1871 und blieb trotz der Bedeutung, die ihr als wohl erster Frau, die sich mit der lyrischen Erneuerung der hebräischen Sprache in Europa auseinandersetzte, zukam, für lange Zeit unbeachtet.
Ihre Gedichte wurden in Buchform unter dem Titel Ugav Rahel (Rachels Laute) erst posthum 1890 veröffentlicht.